# Bohmeci
Bohmec ali Bömhéc je eno od madžarskih imen za Slovence na Madžarskem.
Slovence na Madžarskem so imenovali z različnimi imeni, kot npr. Tóti in pozneje tudi Vendi. Zaradi podobnosti besed so verjeli, da so bili potomci Vendov, staroveških Vandalov.
Ime Bohmeci se nanaša le na del Slovencev na Madžarskem: uporabljali so ga za Slovence v krajihŠtevanovci in Dolenci. Ime Bohmec bi zlahka lahko izhajalo iz hrvaške besede bohnjec, s katero so Hrvati označevali Slovence na Madžarskem.
Slovenci se nikdar niso sami imenovali Vendi, Tóti ali Bohmeci.
Ljudsko ime Bömhéc je v uradnih dokumentih do 20. stoletja popolnoma izginilo. Toda v Prekmurju še danes živijo ljudje s priimkoma Bohnec in Bojnec, ki imata izvor iz beseda Bohmec.
Sled besede Bohmec najdemo tudi pri posebnemu poimenovanju podeželskega narečja, ki se uporablja v  okolici Gornjih Petrovcev, katerega imenujejo Bomečko podnarečje.